# Thomas Adriaensens
Thomas "Tom" Adriaensens (Wilrijk, 14 juli 1989) is een Belgische voetballer.
Op 14 juni 2007 maakte Adriaensens zijn professionele debuut bij Antwerp FC. Hij mocht tijdens de wedstrijd Antwerp FC-KV Kortrijk na 68 minuten Cedric Tomsin vervangen. De wedstrijd eindigde op 3-0.